# Ардашников, Наум Михайлович
Нау́м Миха́йлович Арда́шников (18 июля 1931, Москва — 31 марта 2012, Москва) — советский и российский кинорежиссёр и кинооператор. Заслуженный деятель искусств РСФСР (1974).

## Биография
Родился 18 июля 1931 года в Москве.
Окончил кинооператорский факультет ВГИКа в 1958 году (мастерская А. В. Гальперина). Дипломной работой стал фильм «Юность наших отцов».
В период 1957—1958 годов работал ассистентом оператора на Киностудии имени Горького.
С 1959 года в течение пяти лет работал в Душанбе, на киностудии «Таджикфильм». С 1964 года — на киностудии «Мосфильм». Сотрудничал с М. А. Швейцером, С. И. Юткевичем, Ю. Я. Райзманом и другими режиссёрами. В соавторстве с А. З. Гутковичем в 1971 году дебютировал как режиссёр фильма «Вся королевская рать» по мотивам романа Р. П. Уоррена.
Член Союза кинематографистов СССР (Москва), был председателем жюри российской кинопремии «Белый квадрат» — 2012.
Скончался 31 марта 2012 года в Москве, похоронен на Алексеевском кладбище.

## Фильмография

### Оператор
- 1958 — Юность наших отцов (совместно с Б. Середницким, Б. Оразовым)
- 1961 — Знамя кузнеца
- 1961 — Сказание о любви (комбинированные съёмки)
- 1962 — Тишины не будет
- 1964 — До завтра
- 1965 — Время, вперёд! (совместно с Ю. Гантманом)
- 1967 — Твой современник
- 1969 — Сюжет для небольшого рассказа
- 1971 — Вся королевская рать
- 1972 — Визит вежливости
- 1974 — Выбор цели
- 1977 — Странная женщина
- 1979 — Поэма о крыльях
- 1980 — Возвращение доктора (Киноальманах «Молодость» № 2)
- 1980 — Старый Новый год (совместно с Г. Шпаклером)
- 1982 — Что можно Кузенкову? (Киноальманах «Молодость» № 4)
- 1983 — Лунная радуга
- 1987 — Конец вечности

### Режиссёр
- 1971 — Вся королевская рать (совместно с А. Гутковичем)
- 1980 — Старый Новый год (совместно с О. Ефремовым)
- 1985 — Пришла и говорю
- 1992 — Московские красавицы
- 1997 — Котовасия
- 2005 — Убить карпа

## Звания
- Заслуженный деятель искусств РСФСР (1974)[7].